# Victor Dankl

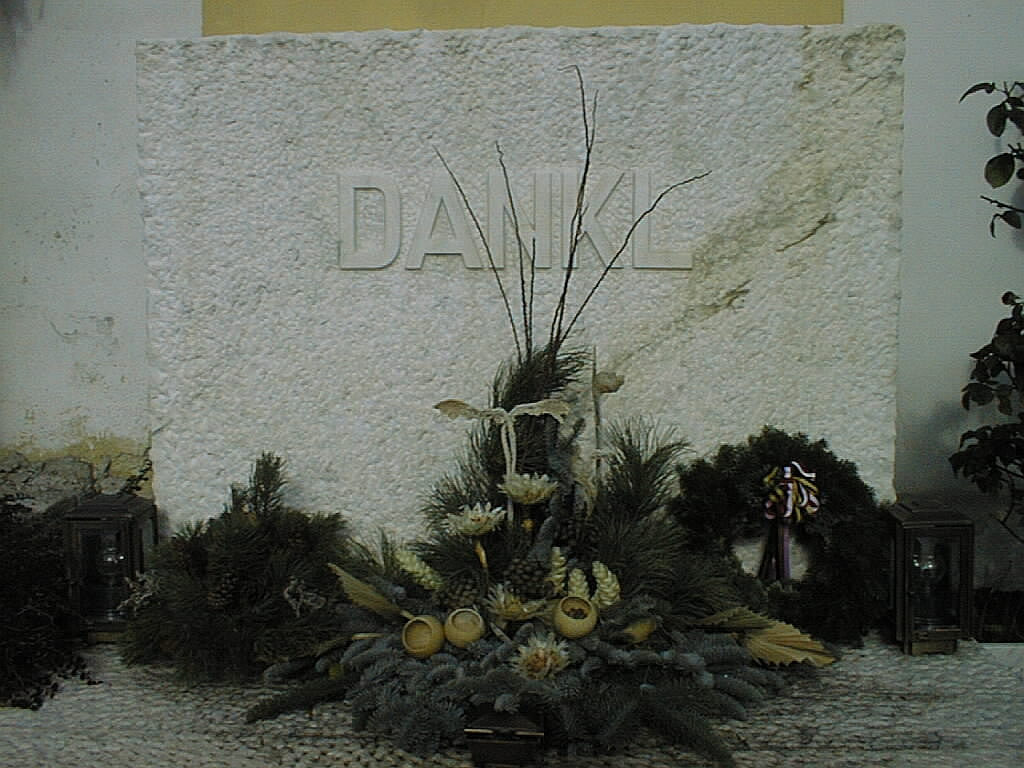
Grób Dankla w Innsbrucku

Victor Dankl von Kraśnik hrabia, (ur. 18 września 1854 w Udine, zm. 8 stycznia 1941 w Innsbrucku) – generał pułkownik cesarskiej i królewskiej Armii.

## Życiorys
Jego ojciec, Niemiec z Wiednia, był kapitanem, wysłanym na włoską placówkę do Gorycji i Triestu, gdzie Victor uczęszczał do gimnazjum. W 1870 po ukończeniu akademii wojskowej w Wiener Neustadt został podporucznikiem w 3. pułku dragonów w Enns. Kilka lat później rozpoczął studia w Szkole Wojennej w Wiedniu. Pierwszą funkcją po ukończeniu uczelni było stanowisko w sztabie 8. Brygady Kawalerii w Pradze.
Od 1880 służył w Sztabie Generalnym. W 1884 otrzymał stopień rotmistrza. Pełnił następnie rozmaite funkcje sztabowe, między innymi; od 1894 służył w Czeskim Pułku Ułanów Nr 11 w Przemyślu na stanowisku komendanta 2. dywizjonu w Radymnie, w Komendzie 13 Korpusu w Zagrzebiu, był szefem sztabu dywizji kawalerii w Wiedniu. 16 maja 1903 został mianowany na stopień generała majora. Nominacja wiązała się z objęciem przez niego funkcji komendanta 66. Brygady Piechoty w Komárom. W 1905 służył w Treście
Następny awans na stopień marszałka polnego porucznika nadszedł w roku 1907 – Dankl został wówczas komendantem 36 Dywizji Piechoty w Zagrzebiu. 29 października 1912 został mianowany na stopień generała kawalerii. Przed wybuchem wojny awansował dalej, obejmując dowództwo elitarnego 14 Korpusu w Innsbrucku i szefa obrony Tyrolu i Vorarlbergu.
Z rozpoczęciem mobilizacji przed wybuchem I wojny światowej w sierpniu 1914 został wyznaczony na dowódcę 1 Armii (I, V, i X Korpusy Armijne, 3 i 9 Dywizje Kawalerii i 450 dział), która była mobilizowana w rej. Sieniawa – Nisko. 1 Armia, z rozpoczęciem działań, uderzała w na Lublin i w widłach rzek Wisła i Wieprz, gdzie rozwijała się 4 Armia rosyjska gen. Antona von Zalcy. 17 sierpnia nastąpiło pierwsze starcie kawalerii 4 Armii z oddziałami Armii Dankla w lasach na płd. od Kraśnika. 20 sierpnia Armia Dankla ruszyła do operacji zaczepnej z rubieży rz. San na północny wschód. Rankiem 23 sierpnia siłami 1 i 5 Korpusów Armijnych 1 Armia nacierała na 14 Korpus rosyjski w rej. Kraśnika i zmusiła go do odwrotu. 24 sierpnia rozbiła 16 KA i Korpus Grenadierów, a 25 sierpnia 4 Armia rosyjska rozpoczęła wycofanie w kierunku na Lublin. Wojska Dankla wzięły do niewoli ok. 6 tys. żołnierzy i zdobyły 28 dział i dalej prowadziły ofensywę próbując obejść i okrążyć prawe skrzydło 4 Armii rosyjskiej.
Jako dowódca 1 Armii Dankl dowodził swoimi oddziałami w zwycięskiej dla nich bitwie pod Kraśnikiem. Zimą 1914 9 Armia rosyjska w dniach 23-28 grudnia zadała duże straty Armii Dankla pod Nowym Korczynem i zmusiła ją do odwrotu za Nidę. W maju 1915 po przerwaniu rosyjskich pozycji na linii Gorlice – Tarnów Armia Dankla brała udział w operacji zaczepnej w Galicji działając w rejonie Karpat. walczył przeciwko Grupy Karpackiej 3 armii rosyjskiej. Po wejściu do wojny Włoch, 24 maja 1915 Dankl został oddelegowany na front włoski, gdzie objął stanowiska dowódcy obrony Tyrolu, gdzie dowodził wojskami austro węgierskimi w obronie Trydentu. 9 maja 1916 został mianowany na stopień generała pułkownika i w uznaniu zasług został wyznaczony na stanowisko dowódcy 11. Armii austriackiej, która była rozwijana w rej. Tyrolu. Uczestniczył w wiosennej ofensywie pod Trydentem razem z 3 Armią w maju 1916 (armie austro węgierskie w okresie 15-27 maja przesunęły się o 10 km. i natarcie 30 maja zatrzymało się, po czym wojska włoskie przeszły do kontrnatarcia). 25 czerwca rozpoczęło się wycofanie wojsk austro węgierskich.
18 czerwca 1916 Dankl musiał jednak przekazać dowództwo w ręce generała Rohra, pozostając honorowym kapitanem w 1 Gwardyjskim pułku strzeleckim i został wysłany do szpitala z powodu komplikacji zdrowotnych po operacji gardła. Potem był honorowym pułkownikiem gwardii cesarskiej 53 pułku piechoty. 17 sierpnia 1917 został uznany za niezdolnego do służby liniowej z przyczyn zdrowotnych, i został w członkiem Oficerskiej Gwardii Cesarskiej. Funkcję tę pełnił do 1918. Otrzymał w 1917 tytuł barona, a rok później został hrabią Kraśnika na pamiątkę jednego z najbardziej znanych zwycięstw Austriaków nad armią rosyjską.
Po przegranej wojnie Dankl został w Austrii, po śmierci Hotzendorffa Dankl został przewodniczącym kapituły Orderu Marii Teresy. Jako emeryt otrzymywał rozmaite honorowe stanowiska m.in. był protektorem Stowarzyszenia Upamiętnienia Pamięci Bohaterów oraz doktorem filozofii honoris causa uniwersytetu w Innsbrucku.

## Ordery i odznaczenia[1]
- Krzyż Komandorski Orderu Marii Teresy
- Krzyż Zasługi Wojskowej I klasy z dekoracją wojenną i mieczami
- Krzyż Wielki Orderu Leopolda z dekoracją wojenną i mieczami
- Krzyż Rycerski Orderu Leopolda
- Order Korony Żelaznej III klasy
- Gwiazda Zasługi Czerwonego Krzyża
- Krzyż Zasługi Wojskowej III klasy
- Brązowy Medal Zasługi Wojskowej z mieczami na wstążce Krzyża Zasługi Wojskowej
- Odznaka za Służbę Wojskową II klasy
- Medal Jubileuszowy Pamiątkowy dla Sił Zbrojnych i Żandarmerii
- Krzyż Jubileuszowy Wojskowy
- Krzyż Mariański Zakonu Krzyżackiego[2]
- Order Krzyża Takowy II klasy (Królestwo Serbii)[3]
- Kawaler Orderu Orła Czerwonego III klasy (Królestwo Prus)[3]
- Kawaler Orderu Królewskiego Korony (Królestwo Prus)[3]
- Krzyż Żelazny I klasy (Królestwo Prus)[2]
- Krzyż Żelazny II klasy (Królestwo Prus)[2]
- Komandor Orderu Gwiazdy Rumunii (Królestwo Rumunii)[3]
- Złote Promienie ze Wstęgą Orderu Wschodzącego Słońca (Japonia)[3]